# 5 000 mètres masculin aux Jeux olympiques d'été de 1960
Navigation
Melbourne 1956 Tokyo 1964
L'épreuve du 5 000 mètres masculin aux Jeux olympiques de 1960 s'est déroulée les 31 août et 2 septembre 1960 au Stade olympique de Rome, en Italie.  Elle est remportée par le Néo-zélandais Murray Halberg.

## Résultats

### Finale
| Rang               | Athlète            | Pays                       | Temps    | Notes |
| ------------------ | ------------------ | -------------------------- | -------- | ----- |
| Médaille d'or      | Murray Halberg     | Nouvelle-Zélande           | 13:43.76 |       |
| Médaille d'argent  | Hans Grodotzki     | Équipe unifiée d’Allemagne | 13:45.01 |       |
| Médaille de bronze | Kazimierz Zimny    | Pologne                    | 13:45.09 |       |
| 4                  | Friedrich Janke    | Équipe unifiée d’Allemagne | 13:47.14 |       |
| 5                  | David Power        | Australie                  | 13:52.38 |       |
| 6                  | Nyandika Maiyoro   | Kenya                      | 13:53.25 |       |
| 7                  | Michel Bernard     | France                     | 14:04.68 |       |
| 8                  | Horst Flosbach     | Équipe unifiée d’Allemagne | 14:07.03 |       |
| 9                  | Aleksandr Artynyuk | Union soviétique           | 14:08.45 |       |
| 10                 | Sándor Iharos      | Hongrie                    | 14:11.91 |       |
| 11                 | Albie Thomas       | Australie                  | 14:20.88 |       |
| 12                 | Luigi Conti        | Italie                     | 14:34.45 |       |